# Wim de Vos
Wim de Vos (Tilburg, Brabant del Nord, 18 de març de 1968) va ser un ciclista neerlandès. S'especialitzà en el ciclocròs on aconseguí una medalla de bronze al Campionat del món de 1993.

## Palmarès
- 1996-1997
  -  Campió dels Països Baixos de ciclocròs

## Palmarès en ciclisme de muntanya
- 1990
  -  Campió dels Països Baixos en Camp a Través